# Claire Waldoff
Claire Waldoff, född Clara Wortmann, var en berömd tysk cabaretsångerska och underhållare i Berlin under 1910- och 1920-talen.
Waldoff var främst känd för sina ironiska sånger med berlinsk dialekt och lesbiska undertoner och teman. Hon var öppet lesbisk och bodde med sin flickvän Olga "Olly" von Roeder fram till sin död.
År 1907 började hon arbeta som cabaretsångerska i Berlin och fick sitt genombrott när Rudolf Nelson gav henne ett jobb på Roland von Berlin-teatern nära Potsdamer Platz. 
Waldoffs framgång nådde sin topp under Weimarrepubliken på 1920-talet. Hon var känd för att sjunga sånger med en särpräglad Berlinslang.  Claire var klädd i tröja med slips och med fashionabel kort pojkfrisyr, svärande och rökande cigaretter på scenen. 
Hon var en del av den omfattande queerscenen i Berlin under 1920-talet och umgicks med kändisar som Anita Berber på den lesbiska klubben Damenklub Pyramide nära Nollendorfplatz. Waldoff var också nära vän med Kurt Tucholsky och Heinrich Zille.
Från 1924 sjöng hon tillsammans med unga Marlene Dietrich på de två stora berlinteatrarna, Scala och Wintergarten och hennes låtar spelades på radion. Hon släppte flera skivor och hennes repertoar omfattade cirka 300 ursprungliga låtar.

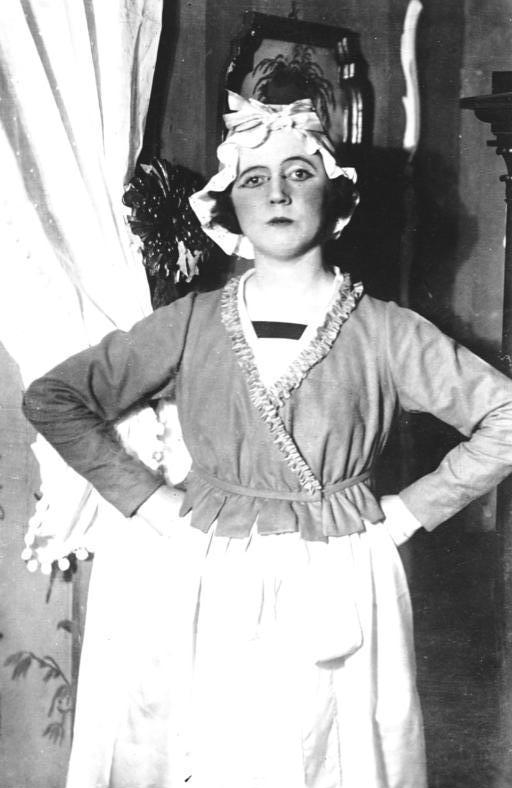
Claire Waldoff
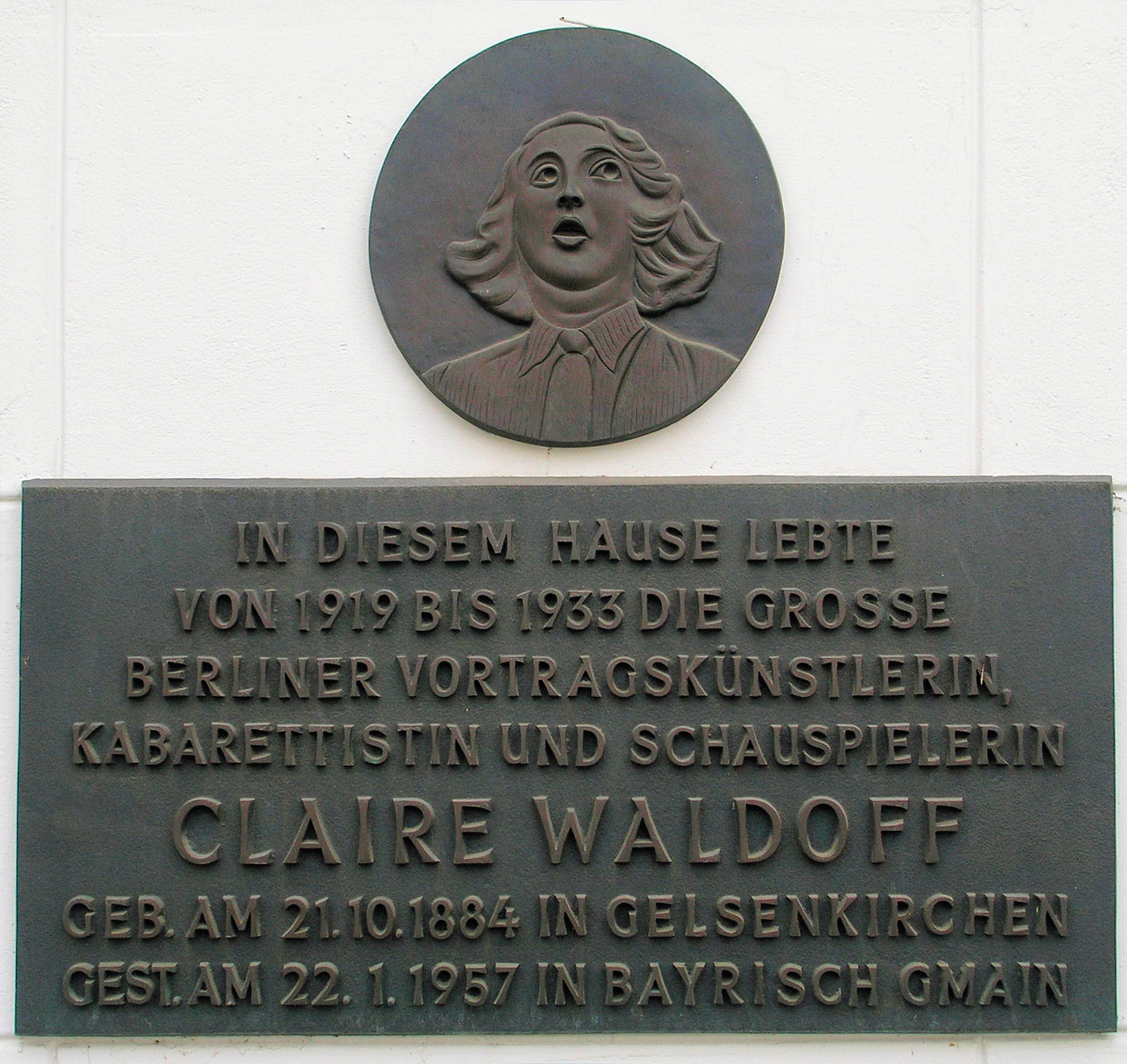
Minnesmärke vid hennes hus på Regensburger Strasse 33, Berlin
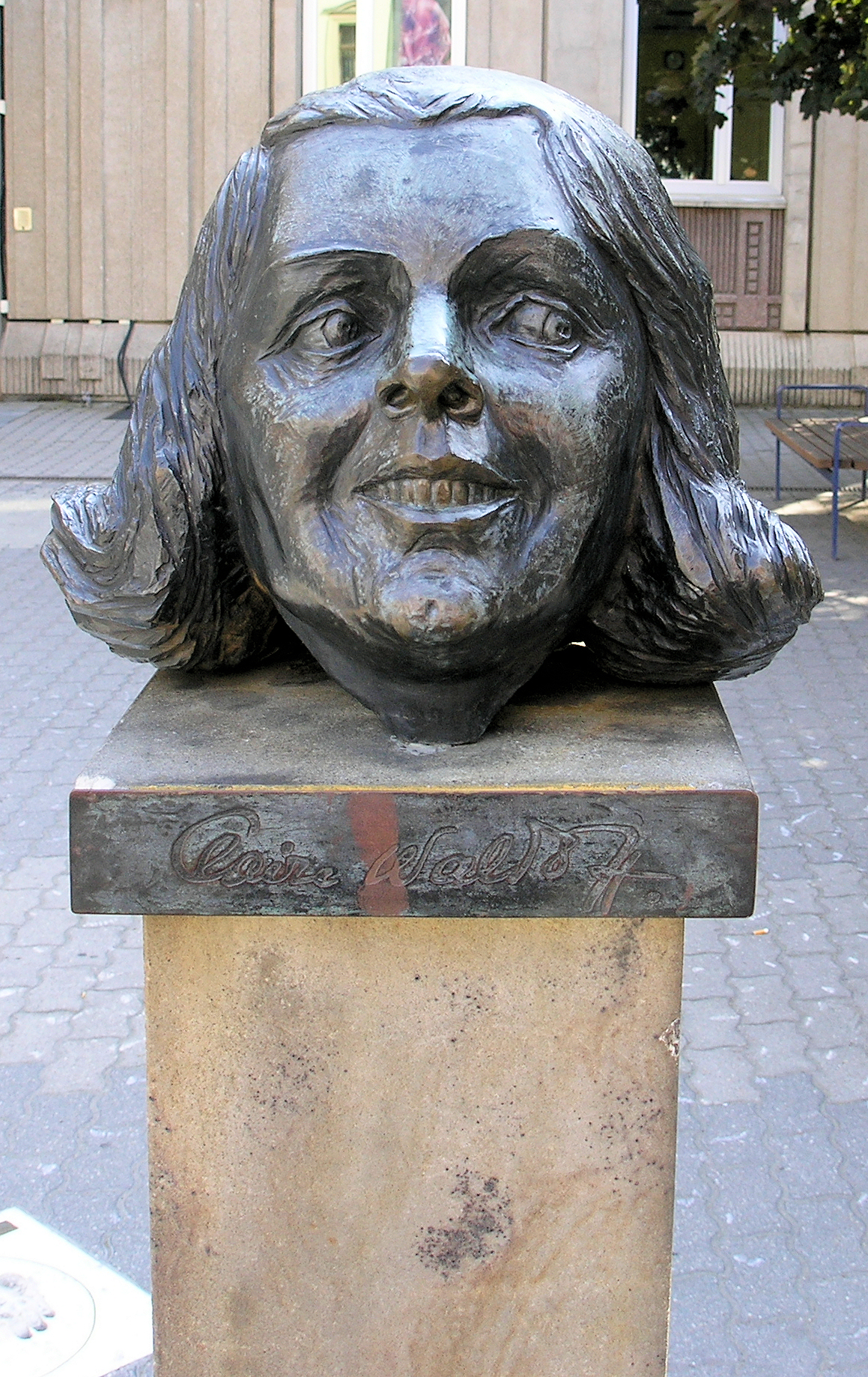
Staty på Friedrichstrasse 107, Berlin
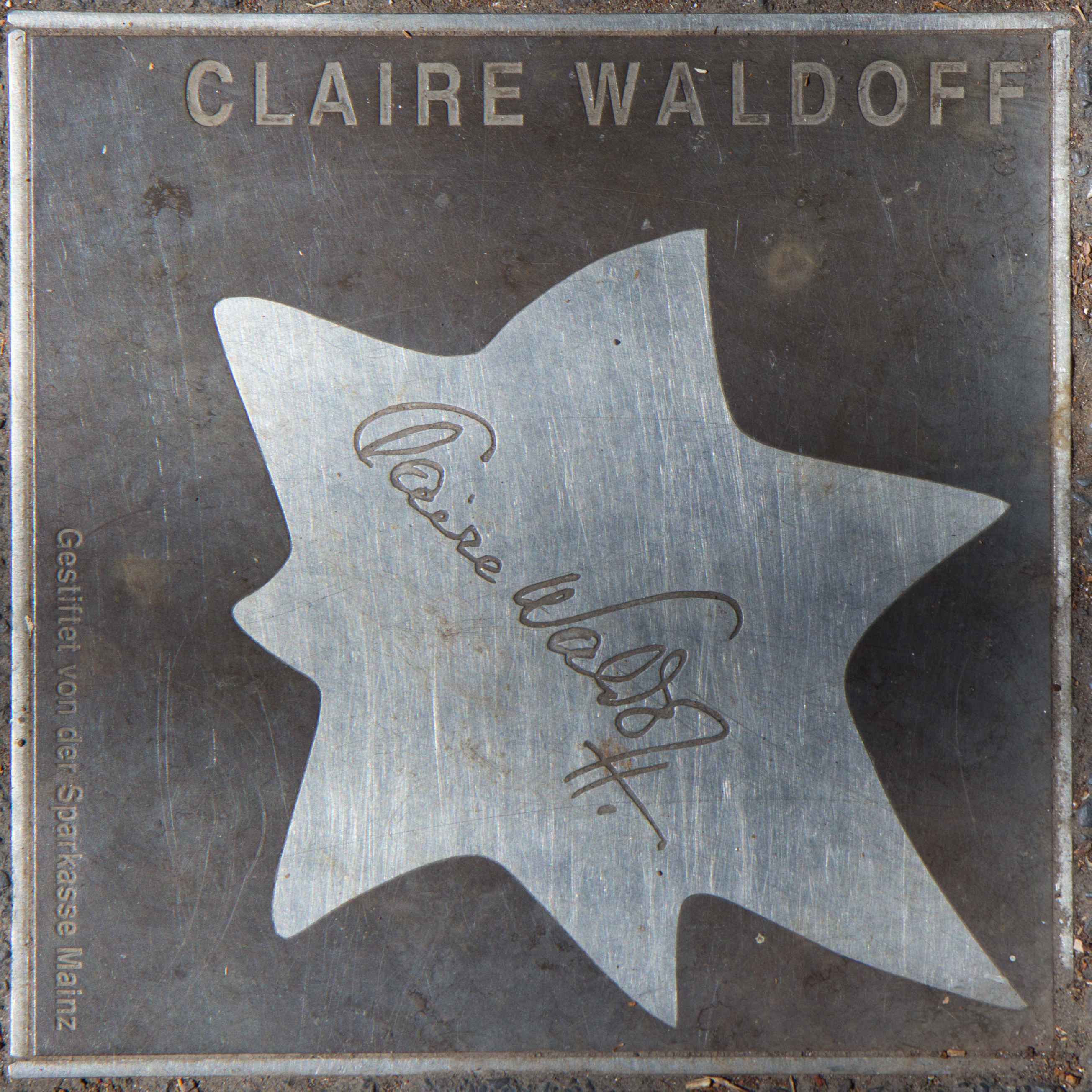
Walk of Fame of Cabaret, Mainz